# Агарес

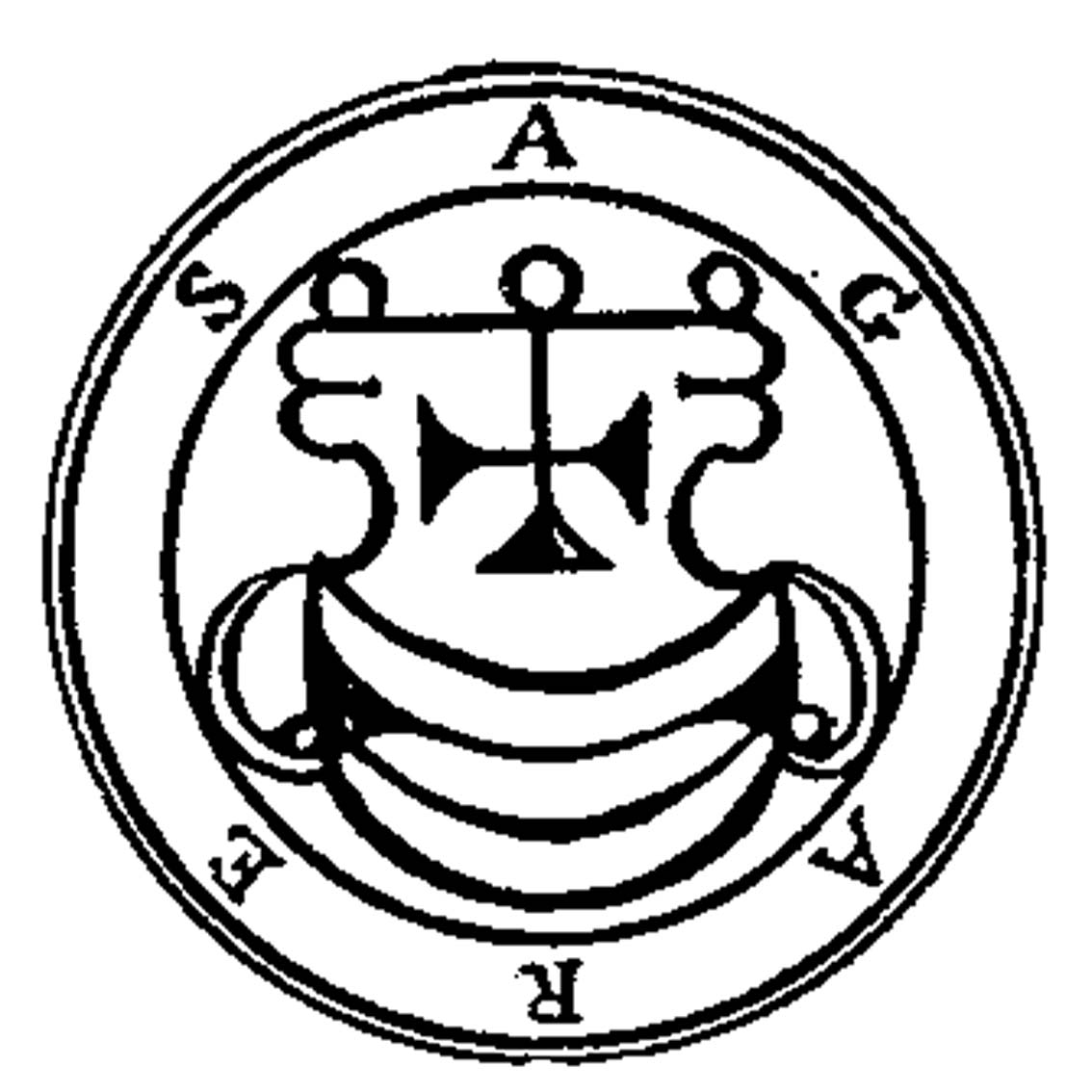
Символ Агареса

Агарес (Аґа́рес)  — демон, що займає другу позицію в ієрархіях Веєри і «Гоетії». Герцог Агарес, згідно з гримуаром, управляє 31 легіоном демонів і володіє східною частиною Пекла. Можливі транскрипції: Агреас, Агварес, Агарос.

## Зовнішній вигляд
Агарес з'являється в образі чемного старця, верхи на крокодилі, з яструбом на зап'ясті, якого він то відпускає, то закликає назад. Вельми лагідний при появі.

## Особливості
Він змушує бігти,стояти на місці і повертає назад утікачів. Ця здатність приносить удачу армії, яку він протегує.
Він навчає всіх мов, включаючи мови минулого. Він має владу позбавляти як духовних, так і світських здібностей і звань. До того ж він може викликати землетруси.
Згідно з трактатом «Божественні імена» Псевдо-Діонісія (IV століття нашої ери), де наведена класифікація демонів, Агарес належить до третього лику, а саме до Чину Сили .
Згідно з «Grand Grimoire» (XVII століття), Агарес є одним з трьох (разом з Баалом і Марбасом) могутніх духів, підпорядкованих безпосередньо Люціфугу Рофокалю (Lucifuge Rofocale), першому помічникові Сатани.

## У культурі
- Образ демона Агарес використаний в одній з модифікацій гри «Civilization IV: Beyond the Sword»: — Fall from Heaven II, де ангел Агарес, один з правителів Пекла, насилає легіони демонів, щоб заволодіти світом смертних. Вогняний демон Гіборем — права рука Агареса, є одним з лідерів і героєм демонічної раси Пекельних виродків.
- Ім'я та образ Агарес часто використовуються для опису другорядних демонічних персонажів сучасних творів фентезі, зокрема в романі Олександра Рудазова «Архімаг», Агарес — демон легіону Елігора, один з тринадцяти, яких міг за договором викликати архімаг Креол.
- Є одним з головних героїв книг Г. Зотова «Апокаліпсис Welcome», «Апокаліпсис Welcome: Страшний Суд 3D» і «Армагеддон Лайт».
- Демон фігурує в фільмі жахів Закляття: Наші дні (2017), причому його образ виражений досить умовно: по суті, з усією всього різноманіття атрибутів використовується тільки ім'я.